# Евреи в Эстонии
Евреи Эстонии (ивр. יהודי אסטוניה‎) — одна из малочисленных этнических групп Эстонии. История евреев Эстонии прослеживается начиная с XIV века. Сохранились рукописи, подтверждающие эту дату. Однако постоянные еврейские поселения появились в Эстонии значительно позже — в XIX веке.
По данным переписи населения 2021 года, численность еврейского населения Эстонии на 31 декабря 2021 года составляла 1852 человека (0,14 % населения Эстонии); 1572 человека (84,88 %  от общего числа евреев в Эстонии) проживали в уезде Харьюмаа (из них 1405 (75,86 %) — в Таллине), 115 человек (6,21 %) — в уезде Ида-Вирумаа; 81 человек (4,37% %) — в Тарту.

## В Российской империи
В 1865 году законом российского императора Александра II евреям было предоставлено официальное право на въезд в регион. Это позволило так называемым еврейским «николаевским солдатам» (часто бывшим кантонистам) и их потомкам, купцам первой гильдии, ремесленникам и евреям с высшим образованием селиться как в Эстонии, так и в других частях Российской империи (за пределами территории, определяющей принятую в те годы «черту оседлости»). Представители этих групп и стали основателями первых еврейских общин в Эстонии. Ревельская община, крупнейшая в Эстонии, была основана в 1830 году. В 1866 году в Юрьеве поселились первые пятьдесят семей, на собрании было объявлено о создании новой общины. Были построены синагоги, самые большие — в Ревеле в 1883 году и в Юрьеве в 1901 году. Обе они впоследствии были разрушены во время Второй мировой войны.
Еврейское население селилось и в других городах, где были возведены молельные дома (в Валга, Пернове и Вильянди). Были открыты школы для изучения Талмуда, в 1880 году в Ревеле организуются школы с начальными классами, появляются еврейские кладбища. Большинство еврейского населения в то время состояло из мелких торговцев и ремесленников; очень мало кто учился, следовательно, еврейская культурная жизнь отставала. Ситуация начала меняться в конце XIX века, когда несколько евреев поступили в Дерптский университет, появилась еврейская интеллигенция, способствующая оживлению еврейской культуры и образования. В 1917 году в Тарту появился еврейский драматический клуб.

## Еврейская автономия в независимой Эстонии
По данным на 2017 год, опубликованным на сайте Еврейского музея Эстонии, в войне за независимость, которая началась в ноябре 1918 года,  приняли участие 68 евреев добровольцев и 110 мобилизованных. По данным Дарона Хаитова, основанным на большом числе архивных документов, в этой войне участвовали 442 еврея, среди которых было 96 добровольцев; погибли 9 человек.
Создание Эстонской Республики в 1918 году положило начало новой эры в жизни евреев. С первых дней своего существования как государства Эстония показала терпимость по отношению ко всем этническим и религиозным меньшинствам. Это подготовило почву для энергичного роста в политической и культурной деятельности еврейского общества. На первом Съезде еврейских общин Эстонии (11–16 мая 1919 года) были обсуждены новые обстоятельства еврейской жизни. Именно тогда родились идеи о культурной автономии и появлении еврейской гимназии (средней школы) в Таллине. Стали разрастаться еврейские сообщества и ассоциации. Самое большое из новых сообществ было Общество литературы и драматургии Х.–Н. Бялика в Таллине, основанное в 1918 году. Общества и клубы были открыты также в Вильянди, Нарве и в других местах.

### 1920-е годы
В 1920 году было основано спортивное общество «Маккаби», которое вскоре стало известно своим стремлением поощрять спортивные состязания среди евреев. Кроме того, евреи принимали активное участие в спортивных мероприятиях и в Эстонии, и за рубежом. Сара Тейтельбаум была 17-кратной чемпионкой Эстонии по лёгкой атлетике. В 1930-х годах около 100 евреев обучалось в университете Тарту: 44 изучали юриспруденцию, 18 — медицину. В 1934 году в Школе философии была создана кафедра для изучения иудаики. В Тарту появились пять еврейских студенческих обществ. Все они имели свои собственные библиотеки и играли важную роль в еврейской культуре и общественной жизни.
Появляются сионистские молодёжные политические организации, такие как «Ха-шомер ха-цаир» и «Бейтар». Значительная часть еврейской молодежи отправляется в Палестину для создания еврейского государства. В создании кибуцев Кфар Блюм и Эйн Гев принимали участие эстонские евреи.
12 февраля 1925 года правительство Эстонии приняло закон о культурной автономии меньшинств. Еврейская община быстро подготовила заявление о культурной автономии. Были собраны статистические данные о еврейских гражданах. Их насчитывалось 3045 человек (при минимальных требованиях 3000 для создания культурной автономии). В июне 1926 года был избран Еврейский культурный совет, и Еврейская культурная автономия была объявлена. Административный орган этой автономии — Комиссия по еврейской культуре, которую возглавлял богатый еврейский торговец Хирш Айзенштадт (1885—1963), — просуществовала в Эстонии до прихода советских войск в 1940 году. Когда немецкие войска заняли Эстонию в 1941 году, Айзенштадт эвакуировался в Россию. Он вернулся, когда фашисты были выбиты из Эстонии, но был арестован советскими властями в 1949 году и репрессирован.
Культурная автономия меньшинств — исключительное явление в истории европейской культуры. Таким образом, Еврейская культурная автономия представляет большой интерес для мировой еврейской общины. Еврейский Национальный фонд «Керен Кайемет» представил эстонскому правительству сертификат благодарности за это.
Культурная автономия предоставляла полный контроль над образованием членов общины. С 1926 года иврит начал заменять русский язык в еврейской общественной школе в Таллине, в 1928 году его соперником в школе стал идиш.
Толерантной политике Эстонской республики по отношению к евреям посвящена страница в «Золотой книге Иерусалима» (1927 год).

### 1930-е годы

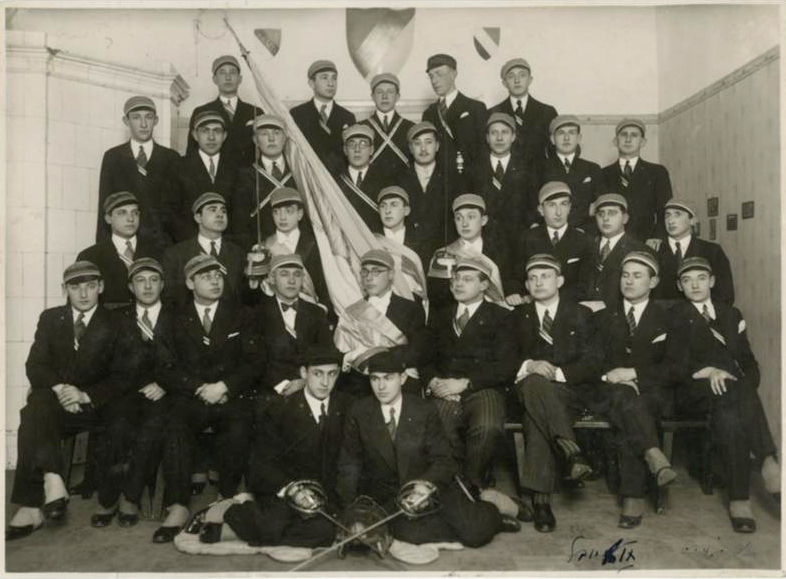
Корпорация еврейских студентов «Hasmonea» в Тарту, 6 февраля 1932 года

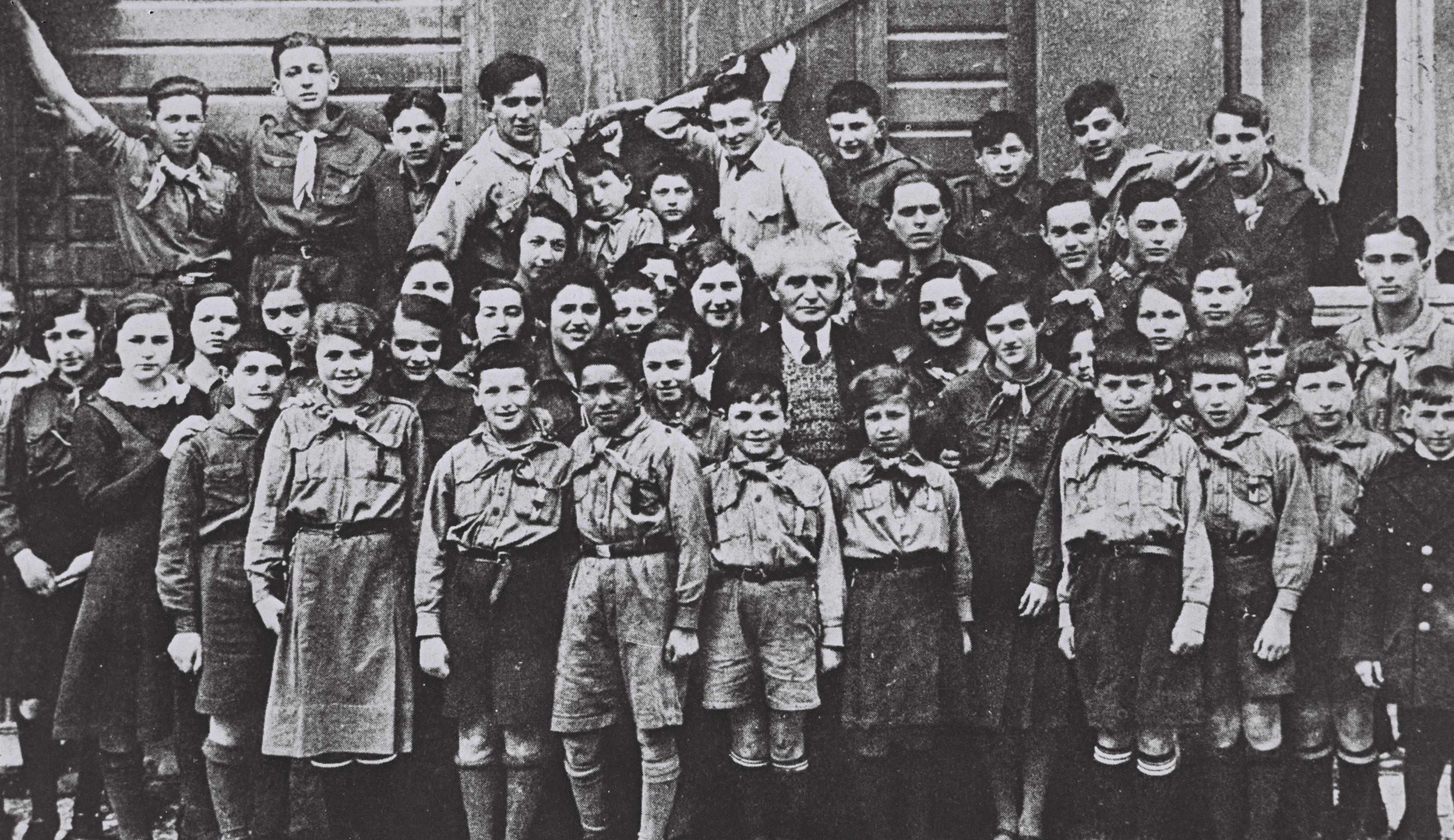
Давид Бен-Гурион с членами еврейского сионистского движения в Таллине,
1 сентября 1933 года

В 1934 году в Эстонии проживали 4381 еврей (0,4 % населения), 2203 из них жили в Таллине. Другие города проживания: Тарту (920), Валга (262), Пярну (248), Нарва (188) и Вильянди (121). 31 % евреев работали в торговле, 24 % — в сфере услуг, 14,5 % — ремесленниками, 14 % имели рабочие специальности. Им принадлежало несколько крупных предприятий в кожевенной и скорняжной промышленности, они занимались сохранением лесных угодий. Было создано общество торговцев и промышленников. Таллин и Тарту гордились существованием еврейских кооперативных банков. 9,5 % еврейского населения работали внештатно. Большинство из них были врачами (существовало Общество еврейских врачей), фармацевтами и ветеринарами. 4,11 % еврейского населения имели высшее образование, 37 % — среднее и 33 % — начальное, 18 % получили домашнее образование.
Еврейская община создала свою собственную систему социального обеспечения. Еврейское общество «Гудвил» Таллинской Конгрегации сделало его бизнесом, чтобы контролировать и исполнять амбиции этой системы. Раввином Таллина в то время был д-р Аба Гомер. В 1941 году во время немецкой оккупации он был подвергнут гонениям и, в конце концов, убит. В Тарту Союз еврейской помощи действовал активно, такие союзы были созданы в Нарве, Валга и Пярну.
В 1933 году влияние национал-социализма балтийских немцев стало вызывать беспокойство. Нацизм был объявлен вне закона как движение, мешающее социальному порядку. Культурный германский совет был распущен, а национал-социалист Виктор фон Мюлен, избранный членом Балтийской немецкой партии, был вынужден уйти в отставку. Все материалы, высмеивающие евреев, были запрещены приказом Государственного старейшины Константина Пятса как разжигающие ненависть. Был закрыт журнал национал-социалистов «Вальвур» («Valvur»).
В том же году был создан факультет иудаики в Тартуском университете. Лазарь Гулькович, бывший профессор Лейпцигского университета, был назначен первым профессором университета, Председателем исследований по вопросам иудаики, и начал преподавать в 1934 году.
В 1936 году британская еврейская газета «Еврейская хроника» после визита в Таллин одного из журналистов сообщила:
«Эстония — единственная страна в Восточной Европе, где ни правительство, ни люди не практикуют какой-либо дискриминации евреев, и где евреев оставили в покое… Культурная автономия, предоставленная эстонским евреям десять лет назад, все ещё остается в силе, и евреям разрешено вести свободную и безопасную жизнь, дана возможность жить в соответствии со своими национальными и культурными принципами».
В феврале 1937 года, когда антисемитизм в других странах Европы достиг своего пика, вице-президент еврейской общины Генрих Гуткин был назначен президентским указом в Эстонии членом верхней палаты эстонского парламента.

## Вторая мировая война и Холокост

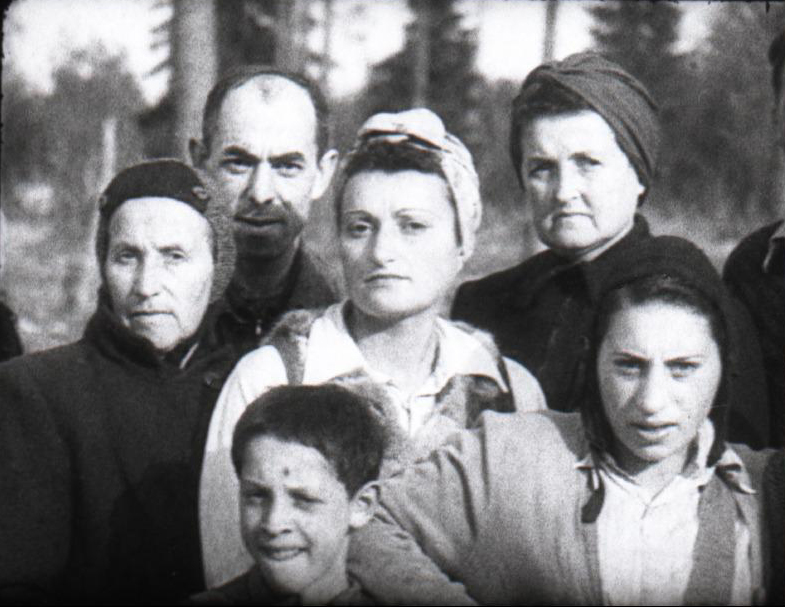
Заключённые концлагеря Клоога, Эстония, которых фашисты не успели убить вследствие быстрого отступления. Сентябрь 1944 года

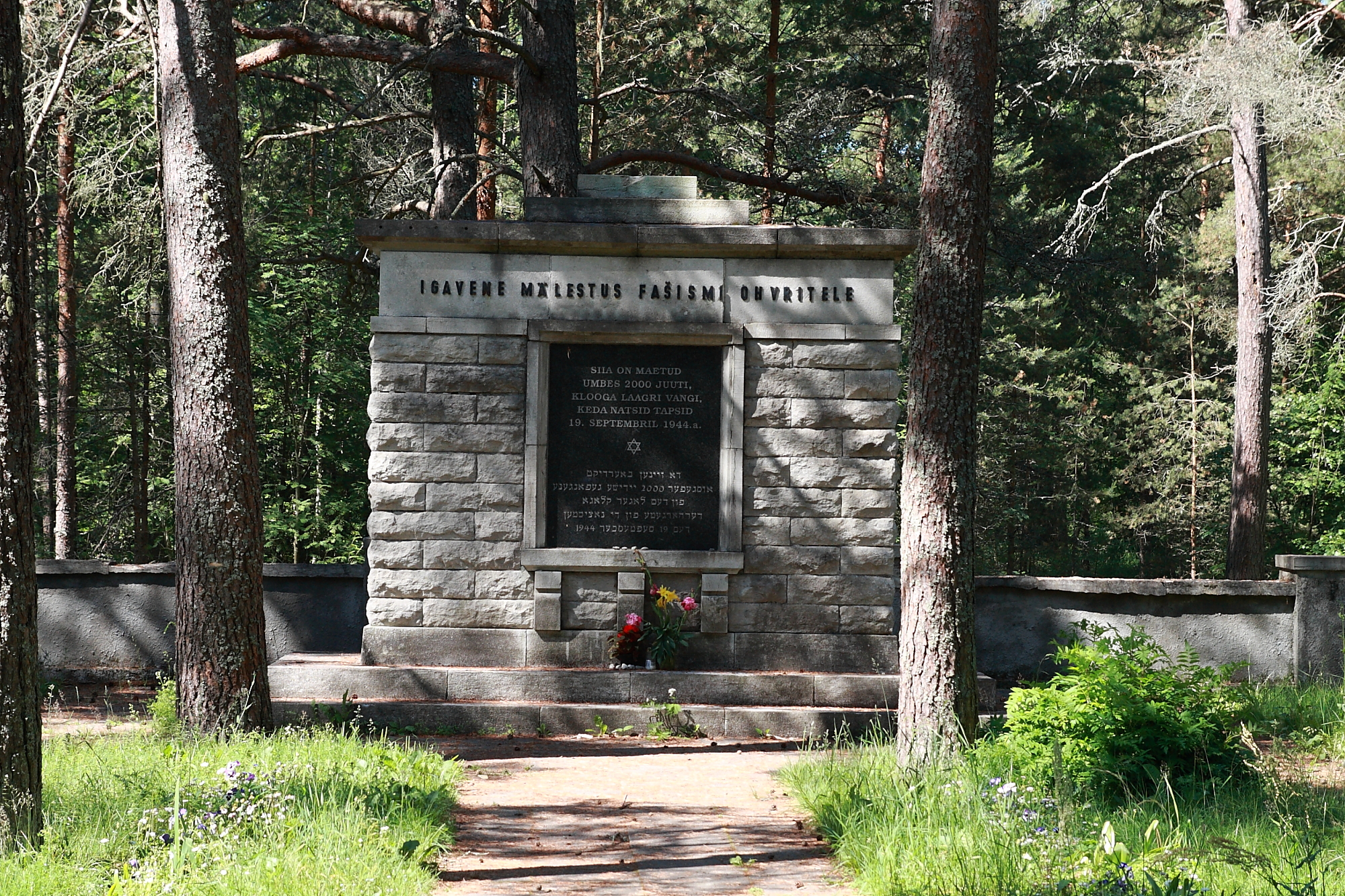
Братская могила жертв концлагеря Клоога, где захоронены около 2000 евреев

После присоединения Эстонии к СССР еврейская культурная автономия вместе со всеми её учреждениями была ликвидирована в июле 1940 года. В июле и августе того же года все организации, ассоциации, общества и корпорации были закрыты. Все компании, в том числе еврейские, национализированы. Приблизительно 350—450 человек (около 10 % всего еврейского населения страны) были депортированы в лагеря СССР 14 июня 1941 года. Среди тех, кто способствовал репрессиям в отношении эстонцев и евреев в Эстонии был этнический еврей, член культурного общества «Licht», коммунист Идель Якобсон.
22 августа 1941 года в ходе Второй мировой войны немецкие войска начали оккупацию Эстонии и к началу сентября заняли её. К тому времени, благодаря ожесточённому сопротивлению советских войск немцам, около 2000-3000 эстонских евреев (примерно две трети еврейского населения Эстонии) сумели эвакуироваться вглубь СССР
Холокост в Эстонии делится на три этапа:
- Уничтожение эстонских евреев (август 1941 — январь 1942).
- Расстрелы привозимых в Эстонию иностранных евреев (весна 1942 — весна 1943, в основном в Калеви-Лийва).
- Использование привозимых в Эстонию иностранных евреев на принудительных работах в концлагерях на северо-востоке с последующим уничтожением (весна 1943 — весна 1944).

В Эстонии было уничтожено от 7500 до 8500 евреев (в том числе 963 местных, остальные иностранные).
Из живших в Эстонии до войны евреев 57 % эвакуировались, 10 % были высланы, 11 % были в армии, 22 % остались в республике и погибли.
Двое жителей Эстонии удостоены звания праведников народов мира: Уку Мазинг и его жена Эха.

## Советский период
Во второй половине 1940-х годов в Эстонию вернулись многие евреи, эвакуировавшиеся в 1941 году во внутренние районы СССР. С 1956 года в республику стали возвращаться многие из депортированных 14 июня 1941 года. Согласно переписи, в 1959 году в Эстонии проживали 5500 евреев.
Четверых эстонцев, ответственных за убийства в Калеви-Лийва, обвиняли в военных преступлениях в 1961 году. Двое из них были впоследствии казнены; другим удалось избежать наказания.

## Современная Эстония
В марте 1988 года начался процесс восстановления независимости Эстонии. Еврейское культурное общество создаётся в Таллине. Общество организовывает концерты и лекции. Вскоре возник вопрос о необходимости возрождения еврейской школы. С декабря 1988 года, начат выпуск первой на территории СССР легальной еврейской газеты «Хашахар» («Рассвет»), издававшейся на русском и эстонском языках один раз в месяц. В 1989 году была создана воскресная еврейская школа. В 1990 году была создана еврейская основная школа (с 1 по 9 классы).
Еврейские культурные клубы открываются в Тарту, Нарве и Кохтла-Ярве. Появляются различные еврейские организации, начинают действовать курсы по изучению иврита. Относительно большая библиотека была открыта при содействии Израиля и еврейских общин других стран.
Количество разнообразных культурных мероприятий продолжает расти. Еврейское культурное общество является членом Союза народов Эстонии и одним из его основателей. Восстановление независимости Эстонии в 1991 году привело к многочисленным политическим, экономическим и социальным изменениям. Евреи, живущие в Эстонии, теперь могут защищать свои права в качестве национального меньшинства. Еврейская община была официально признана, её устав утвержден 11 апреля 1992 года. Эстония возобновила свое традиционно дружеское отношение к евреям. В октябре 1993 года в Эстонии был принят Закон об автономии, основанный на первоначальном Культурном Законе об автономии 1925 года. Этот закон предоставляет народам меньшинств, таким как евреи, юридические гарантии сохранения их национальной самобытности.
16 мая 2007 года была открыта новая синагога в Таллине. В здании синагоги располагаются миква и кошерный ресторан.

## Демография
В Эстонии всегда было относительно небольшое еврейское население. В отличие от многих других европейских стран, еврейское население Эстонии достигло максимума только после Второй мировой войны — почти пять с половиной тысяч человек в 1959 году. Затем началось неуклонное снижение. В девяностые годы многие эстонские евреи эмигрировали в другие страны, в основном в Израиль и США. Тем не менее, в постсоветский период именно в Эстонии из всех бывших советских республик число евреев уменьшалось относительно медленно, снизившись до 2 тысяч (т. е. всего на 8 %) к 2010 году. Для сравнения, в соседней Латвии численность евреев снизилась на 38 %, в Литве — на 24 %. Демографы объясняют это эффектом низкой базы, а также тем, что некоторые лица смешанного еврейско-русского происхождения сменили русскую этническую принадлежность на еврейскую, что подтвердила также и перепись населения Эстонии 2000 года. Несмотря на это, евреи Эстонии остаются в значительной мере русифицированными. Особо стоит отметить тот факт, что перепись населения Эстонии 2011 года показала, что только 26,5 % евреев страны в возрасте от 15 лет и старше заявили о своей «принадлежности к некоей религии». 10,3 % евреев страны по переписи 2011 года исповедовали одну из разновидностей христианства. Перепись при этом не уточнила численность тех, кто исповедовал иудаизм, поместив их в категорию прочие. Однако, после вычета остальных указанных ответов демографы установили, что 14–16 % евреев страны исповедуют иудаизм. Несмотря на несколько меньшее падение численности, демографические перспективы еврейской общины в Эстонии, как и повсеместно в Прибалтике, остаются весьма пессимистичными. Уже согласно советской переписи 1989 года, евреи Эстонии с медианным возрастом 48,7 года были значительно старше литовских (43,4) и латышских (47,1). К 2011 году медианный возраст евреев всех странах Балтии оказался практически одинаковым — 57–58 лет.
Численность евреев в Эстонии по данным Всесоюзных переписей населения СССР и Департамента статистики Эстонии:
| Год  | Евреи Эстонии, чел. | в % к общей численности населения Эстонии |
| ---- | ------------------- | ----------------------------------------- |
| 1934 | 5434                | 0,48                                      |
| 1959 | ↘ 5433              | ↘ 0,45                                    |
| 1970 | ↘ 5282              | ↘ 0,39                                    |
| 1979 | ↘ 4954              | ↘ 0,34                                    |
| 1989 | ↘ 4613              | ↘ 0,29                                    |
| 2000 | ↘ 2145              | ↘ 0,16                                    |
| 2011 | ↘ 1973              | ↘ 0,15                                    |
| 2012 | ↗ 2109              | ↗ 0,16                                    |
| 2013 | ↘ 2094              | → 0,16                                    |
| 2014 | ↘ 2091              | → 0,16                                    |
| 2015 | ↘ 2042              | → 0,16                                    |
| 2016 | ↘ 2023              | ↘ 0,15                                    |
| 2017 | ↘ 1971              | → 0,15                                    |
| 2018 | ↘ 1950              | → 0,15                                    |
| 2019 | ↘ 1921              | → 0,15                                    |
| 2020 | ↘ 1879              | ↘ 0,14                                    |
| 2021 | ↗ 1898              | → 0,14                                    |
| 2022 | ↘ 1852              | → 0,14                                    |

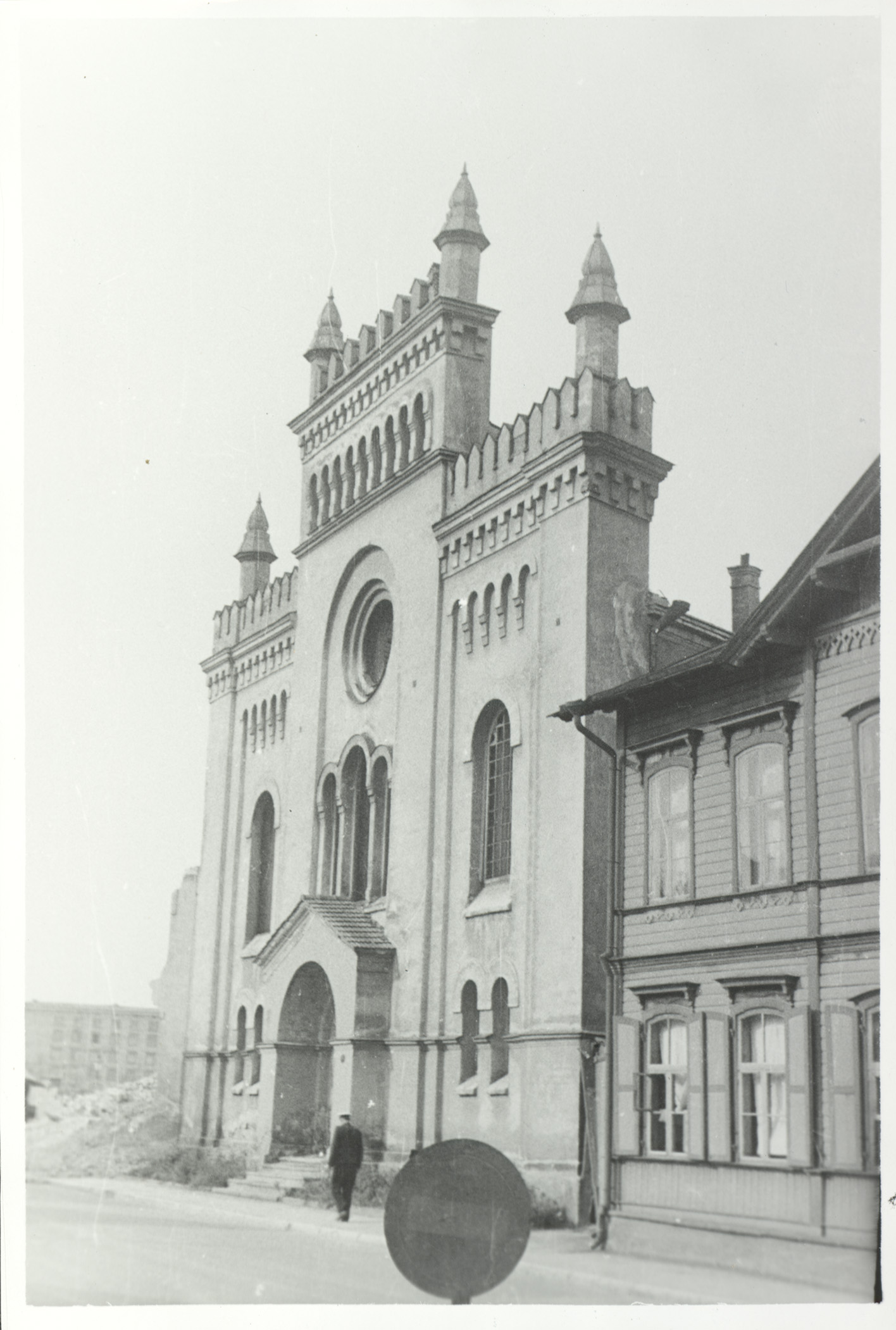
Таллинская синагога, 1948 год (разрушена)

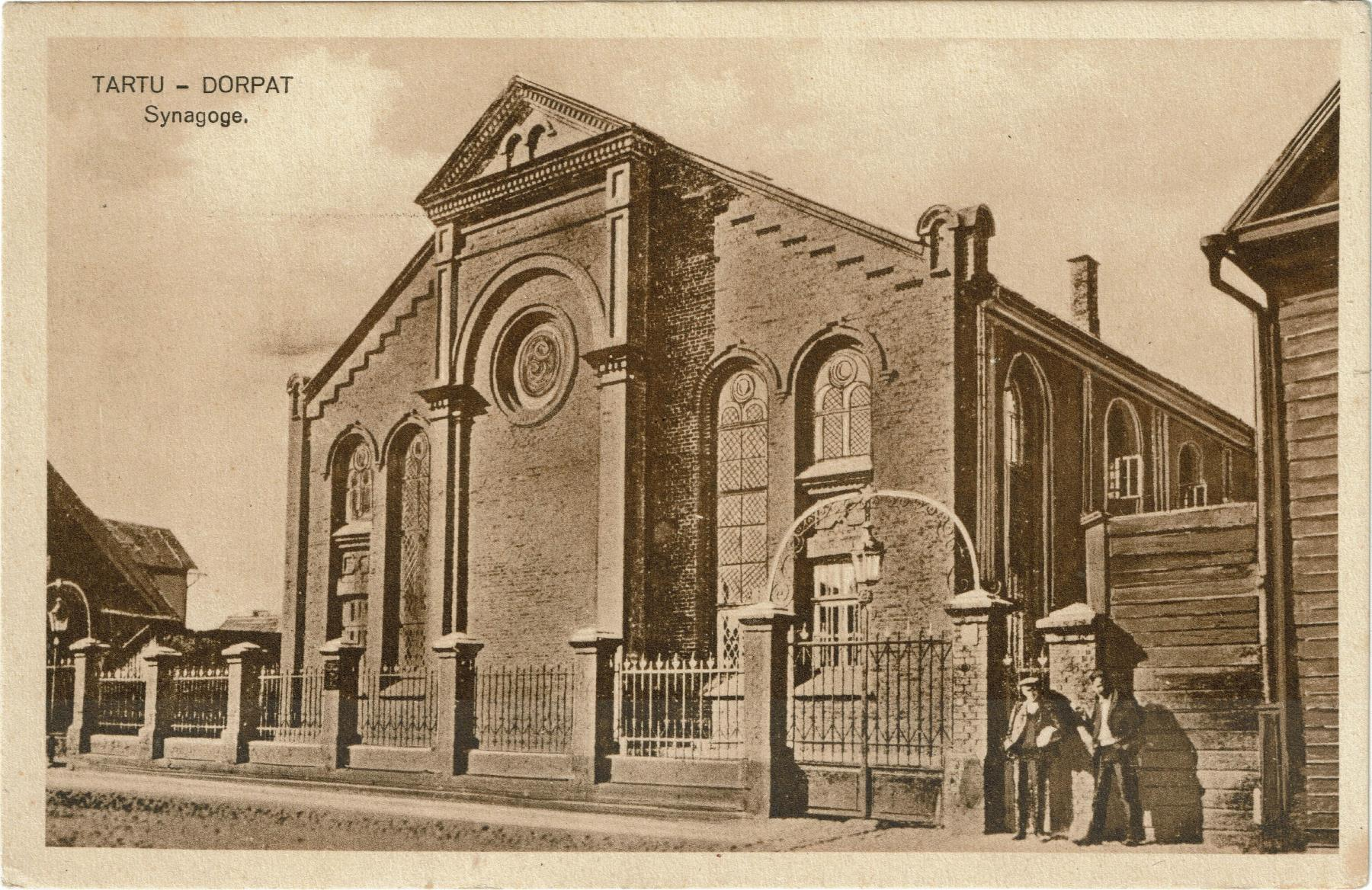
Дерптская синагога, 1914 год (сгорела в 1944 году)

Численность евреев в Таллине на начало года по данным Регистра народонаселения:
| Год  | Евреи, Таллин | в % к общей численности населения Таллина | в % к общей численности евреев в Эстонии |
| ---- | ------------- | ----------------------------------------- | ---------------------------------------- |
| 2011 | 1 545         | 0,38                                      | 78,3                                     |
| 2015 | ↘ 1 507       | ↘ 0,35                                    | 73,8                                     |
| 2018 | ↘ 1 479       | ↘ 0,33                                    | 75,8                                     |
| 2019 | ↘ 1 395       | ↘ 0,32                                    | 72,6                                     |
| 2021 | ↘ 1 353       | ↘ 0,30                                    | 71,3                                     |
| 2022 | ↗ 1 362       | ↗ 0,31                                    | 73,5                                     |

## Гражданство и родной язык
Гражданство и родной язык евреев Эстонии по данным переписей населения 2000, 2011 и 2021 годов:
| Год / родной язык | Евреи, чел. | Эстонское гражданство | Российское гражданство | Гражданство другой страны | Без гражданства |
| ----------------- | ----------- | --------------------- | ---------------------- | ------------------------- | --------------- |
| 2000 / всего      | 2 145       | 1 394                 | 325                    | 33                        | 393*            |
| 2000 / русский    | 1 728       | 1 011                 | 317                    | 24                        | 376             |
| 2000 / эстонский  | 248         | 247                   | 0                      | 0                         | 1               |
| 2000 / прочие     | 169         | 136                   | 8                      | 9                         | 16              |
| 2011 / всего      | 1 973       | 1 418                 | 207                    | 116                       | 232             |
| 2011 / русский    | 1 621       | 1 120                 | 202                    | 78                        | 221             |
| 2011 / эстонский  | 229         | 226                   | 0                      | 2                         | 1               |
| 2011 / прочие     | 123         | 72                    | 5                      | 36                        | 10              |
| 2021 / всего      | 1 852       | 1 348                 | 145                    | 207                       | 152             |
| 2021 / русский    | 1 478       | 1 075                 | 140                    | 119                       | 144             |
| 2021 / эстонский  | 204         | 202                   | 0                      | 2                         | 0               |
| 2021 / прочие     | 170         | 71                    | 5                      | 86                        | 8               |

* Примечание: в том числе гражданство не определено.

## Образование
Евреи Эстонии по уровню образования по данным переписей населения 2000 и 2011 годов:
| Образование                                | 2000 год, чел. | в % к общей численности евреев старше 10 лет | 2011 год, чел. | в % к общей численности евреев старше 10 лет |
| ------------------------------------------ | -------------- | -------------------------------------------- | -------------- | -------------------------------------------- |
| Без образования                            | 42             | 2,0                                          | 42             | 2,2                                          |
| Начальное                                  | 98             | 4,8                                          | 44             | 2,4                                          |
| Основное                                   | 113            | 5,5                                          | 67             | 3,6                                          |
| Среднее                                    | 354            | 17,1                                         | 231            | 12,4                                         |
| Профессиональное, специальное и прикладное | 350            | 16,9                                         | 445            | 23,9                                         |
| Высшее                                     | 1 027          | 49,7                                         | 910            | 48,8                                         |
| Доктор наук, кандидат наук                 | 49             | 2,4                                          | 94             | 5,0                                          |
| Неизвестно                                 | 34             | 1,6                                          | 31             | 1,7                                          |
| Всего                                      | 2 067          | 100                                          | 1 864          | 100                                          |